# Nilton Córdoba
Nilton Córdoba Manyoma (Bajo Baudó, 15 de octubre de 1965) es un político y abogado colombiano, que se desempeñó como Miembro de la Cámara de Representantes de Colombia por Chocó.

## Biografía
Es abogado titulado egresado de la Universidad Tecnológica del Chocó «Diego Luis Córdoba» con estudios de especialización en Derecho público de la Universidad Externado de Colombia.
Se desempeñó como Concejal, y, después, alcalde de Bajo Baudó entre 1 de enero de 1992 y 31 de diciembre de 1994. Luego fue elegido alcalde de Medio Baudó, entre 2008 y 2011. Resultó elegido Representante a la Cámara en dos ocasiones ambas por el Partido Liberal Colombiano en la circunscripción electoral de Chocó, entre 2014 y 2022.

## Cartel de la Toga
La Corte Suprema de Justicia de Colombia le abrió investigación por su presunta participación en el escándalo del Cartel de la toga al cual están vinculados los ex magistrados José Leonidas Bustos, Francisco Ricaurte, Camilo Tarquino y Gustavo Malo; así mismo, los congresistas Musa Besayle, Hernán Andrade, Álvaro Ashton, Zulema Jattin y Luis Alfredo Ramos.